# Мюнхенски технически университет
Технически университет – Мюнхен, накратко ТУМ или ТУ Мюнхен (на немски: Technische Universität München; TUM; TU München), е университет в баварската столица Мюнхен в Германия. Създаден е през 1868 година. През зимния семестър 2011/12 в него са записани 32 547 студенти. Той е вторият по големина университет в Германия. Има 507 професори, 13 факултета и 151 специалности. В него работят 9704 служители. Сравняван по броя на студентите, ТУМ е сред 10-те най-големи университети и най-големият технически университет в Германия.